# Colle della Madeleine
Il Colle della Madeleine (in francese Col de la Madeleine) è un valico alpino situato nelle Alpi Graie francesi. Raggiunge la quota di 1.993 m s.l.m. e si colloca tra le valli della Tarentaise e della Maurienne, e tra la parte occidentale del massiccio della Vanoise e il massiccio della Lauzière.

## Descrizione
Collega il centro di La Léchère (valli della Tarentaise), nei pressi di Moûtiers a nord con la Chambre ( valli della Maurienne, vicino a Saint-Jean-de-Maurienne a sud. Tutte queste località fanno parte del Dipartimento della Savoia compreso nella Regione Rodano-Alpi.
Il colle della Madeleine è stato attraversato per ben 23 volte dal Tour de France dal 1969.